# Гуатавіта

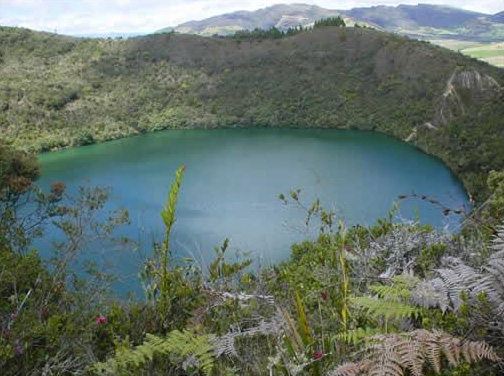
Гуатавіта

Гуатавіта — озеро в Колумбії розташоване за 50 кілометрів на північний-схід від столиці країни Боготи. Озеро майже круглої форми розташоване в кратері згаслого вулкану на висоті 3100 метрів над рівнем моря. Вважається, що саме це озеро згадується в легенді про Ельдорадо.

## Легенда про Ельдорадо
Потрапивши на територію сучасної Колумбії конкістадори взнали про індіанський звичай який породив легенду про багатющу країну золота — Ельдорадо. За легендою правитель індіанців обмазувався смолою чи глиною і кілька індіанців через трубочки покривали його золотим піском. Він перетворювався на ельдорадо (з іспанської — позолочений). Золотий повелитель разом з кількома супутниками плив на завантаженому дорогоцінностями плоту на середину озера. Там вони кидали у воду золоті прикраси як жертву богам, а потім кидалися у воду й пливли до берега. При цьому з правителя змивалася «золота» шкіра. Судячи з усього подібний звичай дійсно існував, але проводився рідко — під час коронації царя-жерця. Іспанці були так вражені цими розповідями, що значно перебільшили масштаби звичаю — церемонія в розповідях про Ельдорадо стала мало не щоденною, а золотий пил чимось на зразок царського одягу. Звісно така інтерпретація робила кількість похованого в озері золота просто величезною, так само величезною мала бути кількість жовтого металу в країні де золото так щедро витрачається це й стало основою легенди про країну Ельдорадо. На якому саме озері здійснювався обряд, що став прообразом легенди достеменно невідомо, однак існують докази, що подібний обряд проводився у доіспанські часи на Гуатавіті — в озері та на його берегах було знайдено чимало золотих виробів чибча-муїсків. Частина з цих знахідок зберігається зараз в Боготі у заснованому в 1939 році Музеї Золота (Museo de Oro).

## Спроби дістати скарби з озера
Перша спроба добути скарби Гуатавіти була здійснена ще у 1545 році. Тоді іспанці спробували вичерпати озеро змусивши індіанців набирати воду відрами, передавати їх по ланцюжку і виливати через край гірської гряди. Так вдалося знизити рівень озера на 3 метри. З мулистого дна за одними відомостями дістали кількасот предметів із золота, за іншими нічого тоді знайти не вдалося. Через 35 років у 1580 іспанський купець з Боготи Антоніо де Сепульведа спробував осушити озеро. Для цього він найняв 8 тисяч індіанців які викопали канал, що дозволив опустити рівень води на 18 метрів. Вдалося знайти багато золотих прикрас серед яких золотий нагрудник, золоту патерицю та величезний смарагд розміром з куряче яйце які купець подарував іспанському королю. Однак вода що стрімко текла з озера підмила береги каналу і вони врешті обвалилися поховавши багатьох робітників та заваливши сам рів, а озеро яке так і не було повністю осушене знову наповнилося водою. Залишки цього каналу можна бачити й досі. Останню спробу дістати коштовності зробили англійці в 1912 році. Вони відкачували воду з озера машинами, але їх також спіткала невдача. За одними даними їм вдалося знайти лише кілька маленьких прикрас які не окупили навіть суттєвої частини витрат, за іншими мул на дні озера під променями Сонця швидко висох і спікся в подібну до цементу масу. Ймовірно більшість знахідок в озері знайшли ще в XVI столітті.